# Basketbola klubs Jēkabpils
Il B.K. Jēkabpils è una società cestistica avente sede a Jēkabpils, in Lettonia. Fondata nel 2012, gioca nel campionato lettone.
Disputa le partite interne nel Jēkabpils Sporta Centrs, che ha una capacità di 1.500 spettatori.